# Ad maiorem Dei gloriam

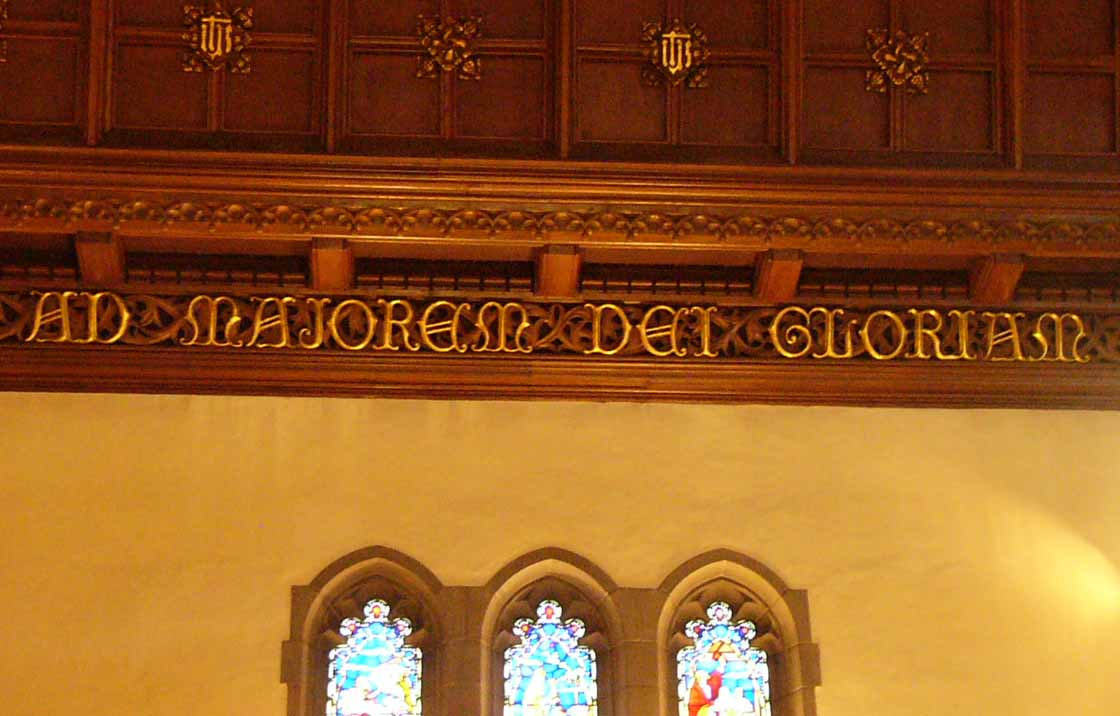
Ad maiorem Dei gloriam ingraverat i körläktare på St. Ignatius Church i Chestnut Hill i Massachusetts i USA.

Ad maiorem Dei gloriam (latin för Till Guds allt större ära) är den katolska Jesuitordens valspråk. Det förkortas ibland som A.M.D.G. Jesuitorden instiftades av Ignatius av Loyola 1534 och stadfästes av påven Paulus III år 1540.

## Historik
Under ordens motto Ad maiorem Dei gloriam utvecklades orden till ett sällskap som lärare och rådgivare vid furstehoven och stod påven mycket nära. De hade ingenting med inkvisitionen att göra och tog avstånd från våld, men hade stor betydelse för den katolska informationsspridningen och informationsinsamlingen i konflikten med protestanterna. Vid Tridentinska mötet (1545–1563) uppträdde orden för första gången med det uttalade målet att hindra reformationens utbredning. Många svenska katoliker i landsflykt utbildades vid jesuitkollegier, och möjligen var det därför protestanterna ägnade så stor möda åt att svartmåla jesuiterna att svenskars uppfattning av dem påverkas än i dag.

## Faktoid
Ett motto som ibland pådyvlades jesuiterna, ändamålet helgar medlen, återfinns bland annat i en tysk uppräkning från 1801 som hade till syfte att svartmåla jesuiterna – das der Zweck das Mittel heilige. Valspråket har följaktligen inget med Jesuitorden att göra.